# Смрт после смрти
Смрт после смрти (енгл. Deadly Friend; досл. Смртоносна пријатељица) амерички је научнофантастични хорор филм из 1986. године, режисера Веса Крејвена, са Метјуом Лабиортом, Кристи Свонсон, Мајклом Шаретом, Ен Твоми, Ричардом Маркусом и Ен Ремзи у главним улогама. Радња прати вундеркинд тинејџера, стручњака за рачунаре, који ставља процесор робота на место мозга своје другарице, којој су лекари констатовали мождану смрт, након што ју је отац претукао. Његов експеримент је наизглед успешан, али она почиње да се понаша агресивно и убија људе из суседства, који су је малтретирали.
Филм је премијерно приказан 10. октобра 1986, у дистрибуцији продукцијске куће Ворнер брос. Остварио је комерцијални неуспех и добио претежно негативне оцене критичара. Упркос томе, стекао је култни статус, првенствено због препознатљиве сцене са кошаркашком лоптом. У интервјуу за Фангорију, Крејвен је изјавио да се рок за завршетак снимања поклапао са роком за предају сценарија за филм Страва у Улици брестова 3: Ратници снова (1987) и да му је било тешко да ради паралелно на две различите ствари.
Оригинална верзија филма је била знатно другачија, па је 2014. покренута петиција да се и она објави.

## Радња
Тинејџер Пол Конвеј, млади стручњак за рачунаре и људски мозак, сели се у Велинг са својом мајком Џини и роботом Би-Бијем кога је сам направио. Он убрзо развија близак однос са комшиницом Самантом Прингл, коју непрестано злоставља њен отац, алкохоличар. Током свађе са њим једне ноћи, гурнуо ју је низ степенице, чиме је задобила тешке повреде главе. Лекари су констатовали мождану смрт.
Заједно са својим пријатељем Томом, Пол покушава да је спасе тако што ће ставити Би-Бијев процесор на место њеног мозга. Експеримент, наизглед, пролази успешно и Саманта се враћа у живот, али убро почиње да се понаша веома агресивно и убија људе из њиховог суседства, који су је малтретирали, почев од њеног оца...

## Улоге
| Глумац         | Улога                 |
| -------------- | --------------------- |
| Метју Лабиорто | Пол Конвеј            |
| Кристи Свонсон | Саманта „Сем” Прингл  |
| Мајкл Шарет    | Том Туми              |
| Ен Твоми       | Џини Конвеј           |
| Ричард Маркус  | Хари Прингл           |
| Ен Ремзи       | Елвира Паркер         |
| Ендру Роперто  | Карл Дентон           |
| Ли Пол         | наредник Чарли Волчек |
| Чарл Флајшер   | Би-Бијев глас         |
| Том Спретли    | комшија               |
| Џим Ишида      | иследник              |
| Рас Марин      | др Хенри Јохансон     |